# Лавровское сельское поселение (Орловская область)
Лавровское се́льское поселе́ние — упразднённое муниципальное образование в Орловском районе Орловской области Российской Федерации.
Административный центр — село Лаврово.

## История
Статус и границы сельского поселения установлены Законом Орловского области от 28 декабря 2004 года № 466-ОЗ «О статусе, границах и административных центрах муниципальных образований на территории Орловского района Орловской области».
Законом Орловской области от 04.05.2021 № 2596-ОЗ к 15 мая 2021 года упразднено в связи с преобразованием муниципального района в муниципальный округ.

## Население
| 2010  | 2012  | 2013  | 2014  | 2015  | 2016  | 2017  |
| ----- | ----- | ----- | ----- | ----- | ----- | ----- |
| 2625  | ↗2629 | ↗2675 | ↗2701 | ↘2683 | ↘2659 | ↘2607 |
| 2018  | 2019  | 2020  | 2021  |       |       |       |
| ↘2569 | ↘2537 | ↘2513 | ↘2071 |       |       |       |

## Состав сельского поселения
| №  | Населённый пункт | Тип населённого пункта       | Население |
| -- | ---------------- | ---------------------------- | --------- |
| 1  | Борзёнково       | деревня                      | 1         |
| 2  | Буян             | посёлок                      | 32        |
| 3  | Верхняя Стишь    | деревня                      | 0         |
| 4  | Герасимовка      | деревня                      | 1         |
| 5  | Дубовик          | село                         | 20        |
| 6  | Козлы            | деревня                      | 64        |
| 7  | Лаврово          | село, административный центр | ↗1636     |
| 8  | Малая Фоминка    | деревня                      | ↗113      |
| 9  | Михайловка       | деревня                      | ↘656      |
| 10 | Молчановка       | деревня                      | 39        |
| 11 | Паньково         | деревня                      | 59        |
| 12 | Ржавец           | деревня                      | 1         |
| 13 | Хутор Средний    | деревня                      | 1         |